# Corophium acherusicum
Corophium acherusicum är en kräftdjursart som beskrevs av Costa 1857. Corophium acherusicum ingår i släktet Corophium och familjen Corophiidae. Inga underarter finns listade i Catalogue of Life.